# Municipio de Walnut (condado de Cowley)
El municipio de Walnut (en inglés: Walnut Township) es un municipio ubicado en el condado de Cowley en el estado estadounidense de Kansas. En el año 2010 tenía una población de 644 habitantes y una densidad poblacional de 7,27 personas por km².

## Geografía
El municipio de Walnut se encuentra ubicado en las coordenadas 37°15′20″N 96°57′42″O / 37.25556, -96.96167. Según la Oficina del Censo de los Estados Unidos, el municipio tiene una superficie total de 88.63 km², de la cual 88,5 km² corresponden a tierra firme y (0,15 %) 0,13 km² es agua.

## Demografía
Según el censo de 2010, había 644 personas residiendo en el municipio de Walnut. La densidad de población era de 7,27 hab./km². De los 644 habitantes, el municipio de Walnut estaba compuesto por el 95,34 % blancos, el 1,86 % eran amerindios, el 0,16 % eran asiáticos, el 0,31 % eran de otras razas y el 2,33 % eran de una mezcla de razas. Del total de la población el 1,55 % eran hispanos o latinos de cualquier raza.